# 西蒙·海因里希·阿道夫 (利珀)
西蒙·海因里希·阿道夫（Simon Heinrich Adolf zur Lippe，1694年1月25日—1734年10月12日），利珀-德特摩德伯爵，腓特烈·阿道夫之子。

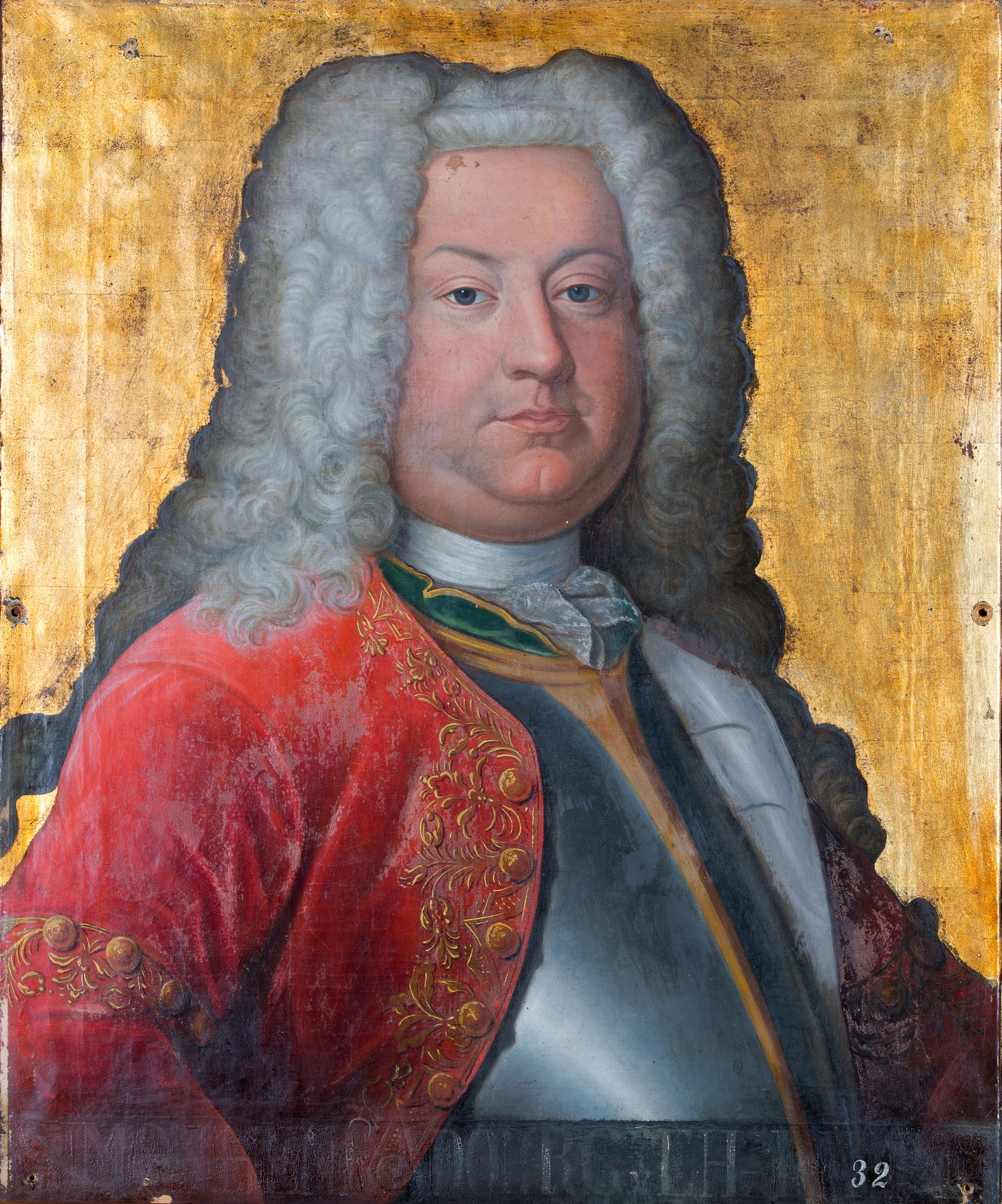
西蒙·海因里希·阿道夫

西蒙·海因里希·阿道夫的妻子是拿騷-伊德施泰因伯爵格奧爾格·奧古斯特女兒約翰娜·威廉明娜，有五個孩子。
- 西蒙·奧古斯特（1727—1782）
- 路德維希·海因里希（1732—1800）
- 奧古斯特·威廉（1735—1791）
- 伊麗莎白（1721—1793）
- 亨麗埃特（1725—1777）